# El Potrero, Huetamo
El Potrero är en ort i Mexiko.   Den ligger i kommunen Huetamo och delstaten Michoacán de Ocampo, i den södra delen av landet, 200 km väster om huvudstaden Mexico City. El Potrero ligger 683 meter över havet och antalet invånare är 107.
Terrängen runt El Potrero är huvudsakligen kuperad, men västerut är den platt. Terrängen runt El Potrero sluttar västerut. Runt El Potrero är det ganska glesbefolkat, med 27 invånare per kvadratkilometer. Närmaste större samhälle är Paso de Núñez, 9,0 km norr om El Potrero. I omgivningarna runt El Potrero växer huvudsakligen savannskog.